# Jan Appenheimer
Jan Appenheimer (ur. 11 lipca 1931, zm. 17 lipca 2019) – polski koszykarz, występujący na pozycji środkowego, reprezentant kraju, multimedalista mistrzostw Polski.

## Osiągnięcia
Drużynowe
- Mistrz Polski (1956[2], 1957, 1960)
- Wicemistrz Polski (1951, 1958)
- Brązowy medalista mistrzostw Polski (1950, 1954)
- Zdobywca pucharu Polski (1951, 1953)
- Finalista pucharu Polski (1957, 1959)
- Uczestnik rozgrywek Pucharu Europy Mistrzów Krajowych (1958 – TOP 8)[3]

Indywidualne
- Lider strzelców polskiej ligi (1953, 1954)